# Konkurs Eurowizji dla Młodych Tancerzy 2013
13. Konkurs Eurowizji dla Młodych Tancerzy 2013 odbył się 14 czerwca 2013 w Operze Bałtyckiej w Gdańsku. W konkursie wzięło udział 10 państw, w tym dwa debiutujące – Armenia i Białoruś. Z rywalizacji wycofała się Chorwacja, Grecja, Kosowo i Portugalia, do konkursu powróci natomiast Ukraina oraz Czechy. Producentem wykonawczym z ramienia Telewizji Polskiej został Robert Kamyk. Scenę zaprojektował Michał Białousz.
Zwyciężył reprezentant Holandii, Sedrig Verwoer.

## Jury
- Krzysztof Pastor[5]
- Nadia Espiritu[6]
- Cameron McMillan[7]

## Uczestnicy
|    | Kraj     | Nadawca | Tancerz                | Wiek | Nazwa prezentacji                                | Autor choreografii           | Rezultat   |
| -- | -------- | ------- | ---------------------- | ---- | ------------------------------------------------ | ---------------------------- | ---------- |
| 1  | Armenia  | ARMTV   | Wahagn Margarian       | 17   | Blind Alley                                      | Arsen Mehrabyan              |            |
| 2  | Białoruś | BTRC    | Jana Sztangiej         | 18   | Esmeralda Variation                              | Marius Petipa                |            |
| 3  | Holandia | NTR     | Sedrig Verwoert        | 20   | The 5th Element                                  | Marco Gerris                 | 1. miejsce |
| 4  | Szwecja  | SVT     | Stephanie Liekola Isla | 16   | Entrapped                                        | Mauro Rojas                  |            |
| 5  | Ukraina  | NTU     | Nikita Wasylenko       | 20   | The Legend of Spartacus                          | Tetyana Denysova             |            |
| 6  | Czechy   | ČT      | Adéla Abdul Khalegová  | 18   | Love under pressure                              | Adéla Abdul Khalegová        |            |
| 7  | Polska   | TVP     | Kristóf Szabó          | 19   | My Life and Love Might Still Go on in Your Heart | Katarzyna Kubalsk            |            |
| 8  | Norwegia | NRK     | Julie Dokken           | 18   | Moment                                           | Julie Dokken                 |            |
| 9  | Słowenia | RTV SLO | Patricija Crnkovič     | 15   | Passion                                          | Dimitrij Popovski            |            |
| 10 | Niemcy   | WDR     | Felix Berning          | 17   | Home                                             | Felix Landerer Felix Berning | 2. miejsce |